# Quark (entreprise)
Quark Inc. ou plus simplement Quark, est une entreprise informatique éditant les logiciels de la suite QuarkXPress.
La société a été fondée en 1981 à Denver dans le Colorado. Le terme Quark fait référence à une particule subatomique à l'origine de toute matière. La première version de QuarkXPress a été commercialisée en 1987.
Le siège social est toujours situé à Denver, Colorado. Quark a également des bureaux de développement en France, en Allemagne, en Inde, au Japon, en Suisse, au Royaume-Uni et aux États-Unis.

## Produits
- QuarkXPress et QuarkXPress Passport
- Quark License Administrator
- QuarkCopyDesk et QuarkCopyDesk Passport
- Quark Publishing System
- Quark XPress Server